# Алексеев, Алексей Александрович (футболист)
Алексей Александрович Алексе́ев (23 января 1977) — российский футболист, нападающий и полузащитник.

## Биография
Воспитанник ДЮСШ «Уралец» (Нижний Тагил). На взрослом уровне начал выступать в 1994 году в клубе «Горняк» (Качканар) в третьей лиге, затем два сезона играл за «Уралец».
В 1997 году перешёл в «Уралмаш» (позднее переименован в «Урал»), к тому моменту клуб вылетел из высшей лиги и резко обновил состав. В составе «Урала» футболист выступал в течение восьми сезонов, за это время сыграл 243 матча в первенствах страны и забил 48 голов. В нескольких сезонах, в том числе в 1999 году, становился лучшим бомбардиром своего клуба. В 2001, 2002 и 2004 годах — победитель зонального турнира второго дивизиона. В начале 2005 года, после прихода в клуб нового тренера Александра Побегалова был вынужден покинуть команду.
В 2005 году пробовал силы в мини-футбольном клубе «ВИЗ-Синара», но не выдержал конкуренции с игроками, специализировавшимися в этом виде спорта. Затем вернулся в Нижний Тагил и два года отыграл за «Уралец». В конце карьеры выступал за тульский «Арсенал», игравший в этот период в любительских соревнованиях, а также за ряд других любительских команд.
Всего за карьеру сыграл более 340 матчей в первенствах России на профессиональном уровне, в том числе 82 игры в первом дивизионе и 213 — во втором. В Кубке России провёл 21 матч и забил 6 голов, лучший результат — участие в матче 1/16 финала против петербургского «Зенита» в 2002 году.
С 2015 года работает в ДЮСШ «Урал» тренером детской команды 2008 года рождения. Принимает участие в матчах ветеранов чемпионата Екатеринбурга https://vuf-football.ru/ в составе команды Юность.

## Достижения
- Победитель второго дивизиона России: 2001 (зона «Урал»), 2002 (зона «Урал»), 2004 (зона «Урал-Поволжье»)

## Личная жизнь
- Женат вторым браком. Есть две дочери и сын.[источник не указан 1006 дней]